# Осечка (фильм)
«Осе́чка» — российский двухсерийный фильм, телеспектакль по повести Кира Булычёва «Осечка-67», снятый на Санкт-Петербургском телевидении в 1993 году, социально-фантастическая комедия.
Это альтернативная история о попытке в 1967 году, на полувековой юбилей Великой Октябрьской социалистической революции провести по приказу ЦК КПСС в Ленинграде грандиозную реконструкцию тех давних революционных событий в форме идеологически правильной ролевой игры. Повесть «Осечка-67» была написана ещё в 1968 году «в стол», без надежды на публикацию, а опубликована лишь в 1993 году.
По оценке Н. Караева «несмотря на отсутствие актёров первой величины — узнаваем тут лишь Виктор Костецкий в роли Керенского, он же доктор Ливси в советском „Острове сокровищ“, — „Осечка“ как фильм безусловно удалась: она и сегодня остается нестыдной социально-фантастической комедией».

## Сюжет
В ознаменование 50-й годовщины Октябрьской революции, на высшем уровне было решено реконструировать исторические события 1917 года. Однако работники Эрмитажа, которым выпало играть роли защитников Зимнего дворца, оказались не в восторге от перспектив разгрома музея и оказали решительное сопротивление «красногвардейцам».
Остальные события также не соответствовали первоначальному сценарию. Актёров, игравших В. Ленина и Э. Рахью, приняв за жуликов, задержали работники ОБХСС; крейсер «Аврора» сел на мель, и его выстрел пришёлся по телефонному узлу Смольного; выступление же войск «генерала Краснова», напротив, оказалось удачным и привело к установлению демократии, несмотря на попытку Брежнева прекратить мятеж угрозой бомбардировки.
В режиссёрском эпилоге, действие которого происходит через 34 года, аналогичным образом предлагают отметить 10-летие разгрома ГКЧП…

## В ролях
- Виктор Костецкий — «Керенский»
- Игорь Бубенчиков — Перепелкин-«Краснов»
- Александр Чурсин — «Дыбенко-Крыленко»
- Евгений Филатов — «Ленин»
- Андрей Лобанов — «Рахья»
- Леонид Лившиц — «Сталин»
- Артемий Миллер — «Свердлов»
- Геннадий Спириденков — «Антонов-Овсеенко»
- Галина Макашова — Жена «Антонова-Овсеенко»
- Юрий Пауков — «Гучков»
- Евгений Сахаров — «Милюков»
- Сергей Бызгу — Борис Борисович Колобок
- Александр Баргман — Александр Извицкий
- Владимир Максимов — Антипенко
- Елена Зимина — Зося Прохорова
- Николай Алехов — Симеонов
- Наталья Малыгина — Варвара Семёновна
- Вячеслав Варкин — Ефим Розенталь
- Владимир Границын — Грушев
- Владимир Рындин — Крылков
- Виктор Макаров — Коган
- Вера Карпова — Жена Когана
- Александр Блок — Белобородько
- Игорь Вуколов — Папилиан
- Роман Федотов — режиссёр
- Нина Гилеб — ассистент режиссёра
- Николай Никитин — оператор
- Евгений Злобин — капитан «Авроры»
- Юрий Салтыков — лазутчик
- Дмитрий Тихонов — матрос-инструктор
- Аделаида Завьялова — соседка
- Владимир Шестов — помощник Грушева
- Андрей Кагадеев — работник ОБХСС
- Сергей Кагадеев — работник ОБХСС
- Александр Лыгун — человек с портфелем
- Юрий Анин — анархист
- Кирилл Макаров — анархист
- Алексей Поляков — анархист
- Сергей Дмитриев — анархист
- Анатолий Першин — городовой

актёры эпизодических ролей объявлены в титрах как «юнкера», «ударницы», «делегаты съезда»:
- Т. Коршунува — эпизод
- Ж. Захарова — эпизод
- В. Топорнина — эпизод
- Е. Бабкина — эпизод
- Е. Вишнёва — эпизод
- В. Захарова — эпизод
- Л. Дмитриева — эпизод
- Наталья Павлова — эпизод
- Д. Кузнецов — эпизод
- А. Басов — эпизод
- П. Галицкий — эпизод
- А. Муханин — эпизод
- Н. Наджаров — эпизод

## Съёмочная группа
- Режиссёр: Виктор Макаров
- Сценарист: Виктор Макаров
- Оператор-постановщик: Денис Ерышев
- Художник-постановщик: Александр Верещагин
- Композитор: Антон Яковлев
- Звукорежиссёр: Анатолий Гудковский, Мирослав Мельник
- Режиссёр: Татьяна Масловская
- Монтаж: Алексей Фролов, Виктор Подкопаев
- Редактор: Сергей Дмитриев
- Художник по костюмам: Юрий Пауков
- Грим: Ольга Макарова, Галина Пономарёва
- Директор: Татьяна Васильева

## Кир Булычёв о фильме
По словам Кира Булычёва, повесть «Осечка-67», написанная ещё в 1968 году, была утрачена: последний, по его мнению, экземпляр он уничтожил сам в ожидании обыска по совсем не связанному с нею поводу. Но неожиданно она нашлась в бумагах его умершего друга Ильи Авербаха, после чего была опубликована в питерском журнале, а на Петербургском телевидении решили сделать по ней фильм.
По рассказам режиссёра, которые передает Кир Булычёв, «актеры подыскивались с трудом. И не только потому, что денег не было, но и оттого, что актеры боялись сниматься в ленте, ибо „когда коммунисты вернутся к власти, им не поздоровится“».
Кир Булычёв пишет, что питерское телевидение показало фильм в ночь с 3 на 4 октября 1993 г., а затем 7 ноября; «с тех пор показывали каждый год в Октябрьские праздники».